# Flugzeugmodus

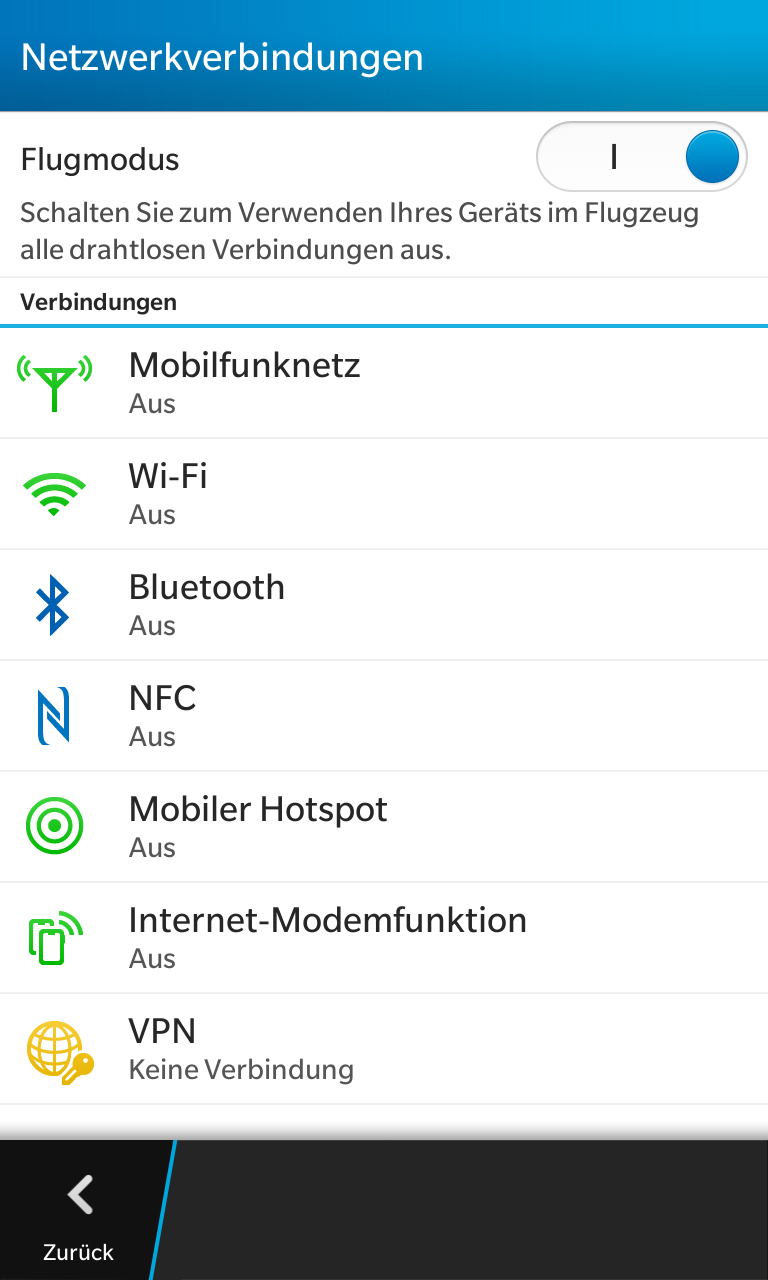
Flugmodus aktiviert unter Blackberry 10: alle Funkverbindungen sind aus.

Als Flugzeugmodus (kurz auch Flugmodus oder Offline-Modus) wird ein Betriebsmodus eines Mobiltelefons, Tablet-Computers, Notebooks oder anderen Kommunikationsgeräts (z. B. Smartwatch) bezeichnet, bei dem alle funksendenden Einheiten des Geräts und damit die drahtlosen Kommunikationsfunktionen deaktiviert sind, ohne dabei andere Gerätefunktionen auszuschalten.

## Grund
Da eingeschaltete Kommunikationsgeräte durch Funkwellen andere elektronische Geräte beeinflussen können, müssen sie an bestimmten Orten, insbesondere in Flugzeugen, ausgeschaltet werden, um Störungen zu verhindern. Moderne Mobiltelefone, insbesondere Smartphones und ähnliche Geräte, bieten jedoch Funktionen, die über die eigentliche Kommunikation, also das Telefonieren oder Kommunizieren via Kurznachrichten (SMS oder MMS), weit hinausgehen. Um auf Funktionen wie Kamera, Taschenrechner, Spiele, Video- und Audio-Abspieler oder E-Books nicht verzichten zu müssen, bieten diese Geräte meist einen Flugmodus an. 

## Einfluss
Wenn der Flugmodus aktiviert wird, werden die Mobilfunkeinheiten (GSM, UMTS, LTE) und gegebenenfalls auch weitere Funkeinheiten wie Bluetooth, NFC und WLAN ausgeschaltet. Dadurch werden keine Funkwellen mehr ausgesendet. Alle anderen Funktionen können jedoch weiter verwendet werden. Einige Funktionen wie Bluetooth und WLAN können auch im Flugmodus separat wieder eingeschaltet werden. Der Zugang zum WLAN-Dienst an Bord bestimmter kommerzieller Fluggesellschaften erfordert, dass das Mobilgerät im entsprechenden Modus verbleibt, um Störungen der Kommunikationssysteme des Flugzeugs zu vermeiden.

## Vorschriften
Die US-amerikanische Luftfahrtbehörde FAA beschreibt in einer revidierten Auffassung vom Oktober 2013 die Nutzung von Mobilgeräten im Flugmodus und verlangt zwingend eine Deaktivierung der Mobilfunkdienste. WLAN darf benutzt werden, wenn es im Flugzeug angeboten wird. Funkdienste mit geringer Reichweite wie Bluetooth können jederzeit genutzt werden. Die Darstellung hat nur empfehlenden Charakter, da die meisten Flugzeugtypen von der Nutzung elektronischer Geräte im Flugmodus nicht beeinträchtigt werden. Bei entsprechender Notwendigkeit kann die Nutzung verboten werden.